# Vinny Appice
Vinny Appice, właśc. Vincent Appice (ur. 13 września 1957 w Nowym Jorku) – amerykański perkusista. Appice znany jest z występów z takimi grupami muzycznymi jak Black Sabbath, Big Noize, Dio czy Heaven and Hell. Jego starszy brat, Carmine Appice, również jest perkusistą.

## Publikacje
- Carmine Appice, Vinny Appice, Drum Wars: Realistic Drum Solos Unfolded, 2016, Alfred Music, ISBN 978-1-4706-3205-2

## Wideografia
- Vinny Appice – Rock Steady: A Drum Method (VHS, 1984, WB Music)
- Vinny Appice – Hard Rock Drum Techniques (VHS, 1987, Silver Eagle)
- Carmine Appice, Vinny Appice – Drum Wars: The Ultimate Battle Carmine & Vinny Appice (DVD, 2007, Power Rock Ent)

## Filmografia
- Black and Blue (1981, film dokumentalny, reżyseria: Jay Dubin)[5]
- Iron Maiden: Flight 666 (2009, film dokumentalny, reżyseria: Sam Dunn, Scot McFadyen)[6]
- Sound City (2013, film dokumentalny, reżyseria: Dave Grohl)[7]

## Dyskografia
| - Rick Derringer – Derringer (1976) - Rick Derringer – Sweet Evil (1977) - Rick Derringer – Derringer Live (1977) - Axis – It's A Circus World (1978) - Black Sabbath – Mob Rules (1981) - Black Sabbath – Live Evil (1982) - Dio – Holy Diver (1983) - Dio – The Last in Line (1984) - Dio – Sacred Heart (1985) - Dio – Intermission (1985) - Dio – Dream Evil (1987) |  | - World War III – World War III (1990) - Black Sabbath – Dehumanizer (1992) - Dio – Strange Highways (1994) - Dio – Angry Machines (1996) - Dio – Inferno – Last in Live (1998) - Numbers from the Beast: An All Star Salute to Iron Maiden (2005) - Power Project – Dinosaurs (2006) - Legged Dogg – Frozen Summer (2006) - Black Sabbath – Black Sabbath: The Dio Years (2007) - Black Sabbath – Live at Hammersmith Odeon (2007) |